# SpaceX CRS-14
SpaceX CRS-14 (alternativně SpX-14, nebo jednoduše CRS-14) je čtrnáctá a zároveň druhá ze tří dodatečných zásobovacích misí kosmické lodi Dragon k Mezinárodní vesmírné stanici (ISS) podstoupená v rámci kontraktu Commercial Resupply Services uzavřeného mezi společností SpaceX a NASA. Celkově jde o šestnáctý let Dragonu do vesmíru (pokud počítáme i demo lety C1 a C2+). Je to potřetí, kdy byla použita již jednou letěná kosmická loď Dragon a zároveň podruhé, kdy byl při letu v rámci CRS použit již letěný první stupeň nosné rakety Falcon 9. Statický zážeh před startem proběhl 28. března v 18:15 SELČ.

## Náklad

### Náklad při startu
Celkový náklad lodi byl 2647 kg. Hermetizovaná části lodi pojme 1721 kg nákladu, v nehermetizované části lodi (v trunku) bude dalších 926 kg nákladu. Podle informací z roku 2016 mají nehermetizovaný náklad tvořit přístroje ASIM, MSL SCA-GEDS-German a MISSE-FF. V hermetizované části byla také družice RemoveDebris. Mezi další vynesené experimenty patří třeba NanoRacks Module 74 Wound Healing, což je testovací náplast, která obsahuje antimikrobiální hydrogel, který urychluje hojení ran.
ASIM
Tento přístroj má za úkol studovat silné bouřky a nadatmosférické blesky. Jeho data by měla pomoci zpřesnit výpočetní modely pro meteorologické a klimatologické předpovědi. Dále se bude zaměřovat na prachové bouře, lesní požáry, výbuchy sopek, formování oblačnosti a urbanistické znečištění. Měl by prostudovat i nabíjení mraků při hurikánech. Přistroj byl při vynášení uchycen adaptérem FRAM, který je znovupoužitý a poprvé byl použit pro zařízení EuTEF.
RemoveDebris
Jedná se o sestavu tří satelitů, mateřské družice DebriSAT a dva cubesaty velikosti 2U - DebriSat-1 a DebriSat-2. Projekt vznikl v rámci programu European Union Framework 7 za spolupráce Surrey NanoSatellite Technology Ltd.. Celá sestava by měla otestovat techniky spojené se zachytáváním kosmického smetí. Na jeden cubesat bude vypuštěna zachytávací síť, která ale nebude spojena lanem s mateřskou družicí, druhý cubesat se použije pro testování sledovacích systému. Mateřská družice otestuje brzdění o atmosféru pomocí sluneční plachty.  Mateřská družice váží 100 kg a má rozměry 55 × 55 × 76 cm, bude to největší objekt vypuštěný z paluby ISS.
| Celkový náklad                 | 2647 kg |
| ------------------------------ | ------- |
| Celkový hermetizovaný náklad   | 1721 kg |
| Vědecké experimenty            | 1070 kg |
| Zásoby pro posádku             | 344 kg  |
| Hardware pro stanici           | 148 kg  |
| Počítačové vybavení            | 49 kg   |
| Vybavení pro EVA               | 99 kg   |
| Ruský materiál                 | 11 kg   |
| Celkový nehermetizovaný náklad | 926 kg  |

### Náklad při návratu
Součástí nákladu při návratu by měl být mimo jiné i Robonaut 2.